# 法治斌
法治斌（1951年5月26日—2003年6月18日），臺灣憲法與行政法學者，曾任國立政治大學法律學系教授、國民大會全國不分區代表。政大法律學系學士，美國維吉尼亞大學法學院比較法學碩士、法學碩士、法學博士。
1980年起任教國立政治大學法律學系，1990年擔任系主任暨研究所所長。2003年5月19日獲陳水扁提名為司法院大法官被提名人，同年6月18日因心肌梗塞病逝於臺北市立仁愛醫院，享年53歲。

## 生平
臺灣省新竹縣人，籍貫山東膠縣。1969年畢業於臺北市立成功高級中學，1973年畢業於國立政治大學法律學系取得法學士學位。1976年取得美國維吉尼亞大學法學院比較法學碩士學位，隔年取得該校法學碩士學位，並於1979年取得該校法學博士學位，並擔任該校研究員。
1980年回國擔任國立政治大學法律學系客座副教授，隔年便擔任該系專任副教授，並於1986年升任該系專任教授。1988年獲得行政院國家科學委員會補助，擔任訪問學人前往維吉尼亞大學法學院進修。1990年出任國立政治大學法律學系系主任暨研究所所長。1992年當選第二屆國民大會全國不分區代表，並擔任行政院國家科學委員會法律學門召集人。1995年擔任中央研究院歐美研究所訪問學人，1998年擔任行政院國家科學委員會法律學門召集人諮議委員，並獲選為教育部優秀教育人員。同年參與發起並籌備設立中華民國行政法學會（後改名為臺灣行政法學會），並擔任首任秘書長，並於2001年連任。2003年獲得美國傅爾布萊特資深學者赴美研究獎助金及第41屆行政院國家科學委員會補助科技人員國外短期研究半年。
2003年5月19日獲陳水扁總統提名為第七次修憲後第一屆不分屆次之司法院大法官，送交立法院人事審議。

## 逝世
2003年6月18日，法治斌因心肌梗塞遽逝於臺北市立仁愛醫院（現為臺北市立聯合醫院仁愛院區），享年53歲。7月10日，陳水扁總統頒發褒揚令。
褒揚令全文為：

國立政治大學教授法治斌，資性端毅，才識閎達。卒業國立政治大學，旋獲美國維吉尼亞大學法學博士學位，精研憲政律法，立論人權保障，治學嚴謹，早播聲華。曾任中央研究院歐美研究所訪問學人、行政院國家科學委員會法律學門召集人、第二屆國民大會不分區代表、國立政治大學法律學系系主任暨研究所所長等職，弦歌不輟，行化育菁莪之職志；學理精闢，成主流論述之翹楚，明法弼教，杏壇揚芬。課餘浸淫筆耕，肆力撰著，風世立言，矩範同欽。民國九十二年甫獲大法官提名，倚畀方殷，詎聞溘逝，長才未竟，軫悼曷極，應予明令褒揚，用示政府崇念碩彥之至意。

總　　　統　陳水扁　　　　

行政院院長　游錫堃　　　　

2003年8月15日陳水扁補提名謝在全遞補為大法官。

## 研究領域

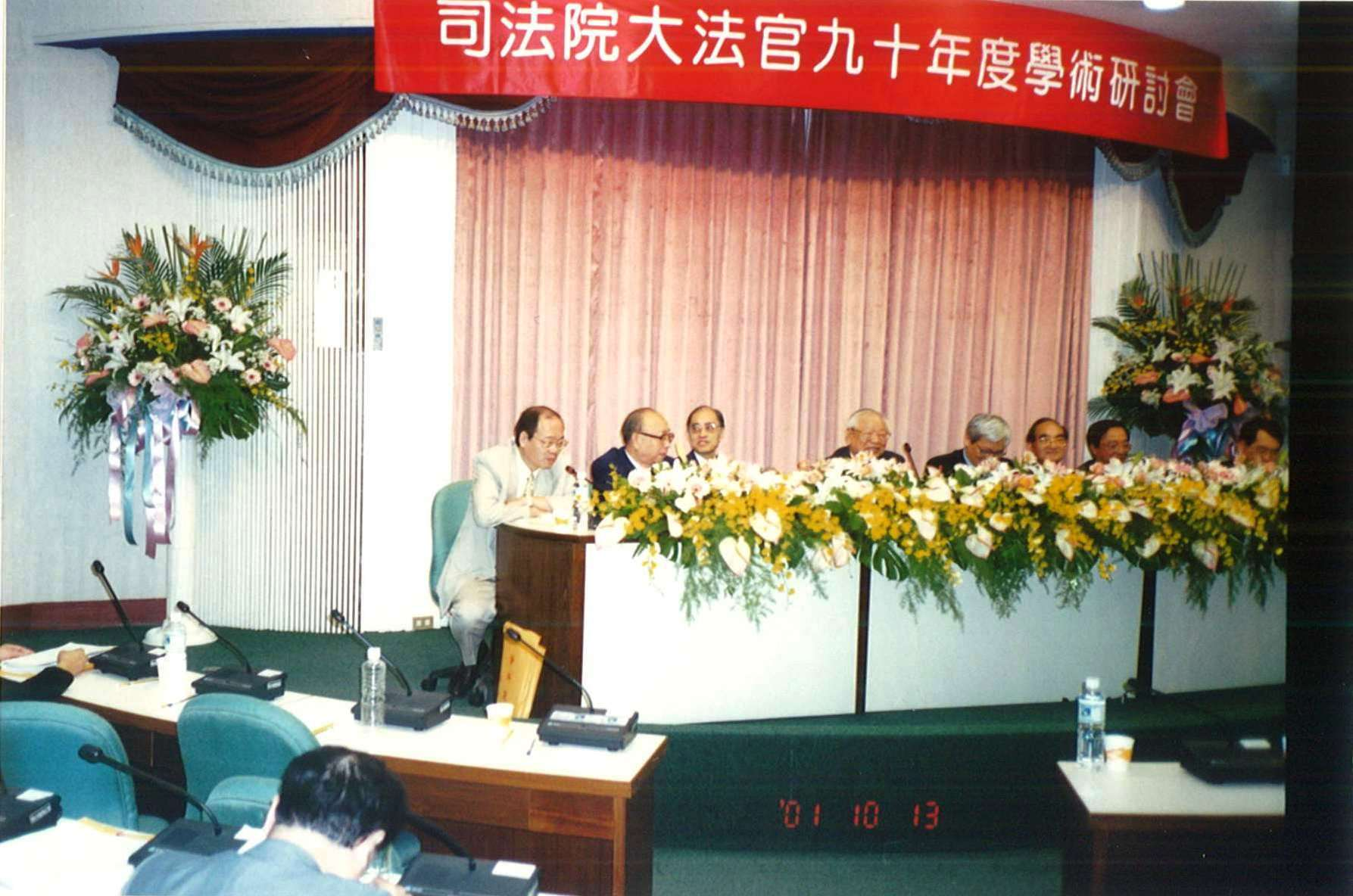
法治斌擔任司法院大法官九十年度學術研討會與談人

法治斌是臺灣第一位留學美國專攻憲法學，並取得法學博士學位返國任教的學者，其研究領域兼及憲法、行政法與中國大陸法制；於憲法學上專注於平等權與言論自由之研究，是臺灣學界引介美國憲法上平等權理論與審查基準之先驅。對於言論自由之研究，特別是保障少數言論如猥褻言論，著力甚深。法教授曾經寫過關於猥褻言論兩篇論文，分別是「論出版自由與猥褻出版品之管制」以及「定義猥褻出版品：一首變調的樂章？」；對於跳脫衣舞這種身體的裸露或挑逗性慾的色情行為，是否也應該受到憲法以表意自由加以保障，他也曾經首度引用美國聯邦最高法院判決，於臺灣法學界加以介紹、討論。此外，法治斌也是臺灣法律學者中，開始用較活潑、易懂的題目，來說明論文討論的重點與議題的人，例如「違憲司法審查之效力、拘束力、『表面張力』或『不自量力』？—美國法制之應然與實然」一文便是。其研究著作等身，研究成果屢獲肯定，數度獲得行政院國家科學委員會研究獎勵，並分別於2000年及2002年分別擔任司法院大法官釋字第499號及第553號解釋之專家鑑定人。

## 主要著作
法治斌著作等身，分別將其論文匯集成冊，出版四冊論文集：
1. 1985年出版《人權保障與釋憲法制》，憲法專論（一）。
2. 1994年出版《人權保障與司法審查》，憲法專論（二）。
3. 2003年出版《法治國家與表意自由》，憲法專論（三）。
4. 2003年出版《資訊公開與司法審查》，行政法專論。

並於1996年出版《中華民國憲法》後改名為《憲法新論》（與董保城合著）。